# Alte Apotheke (Hemelingen)

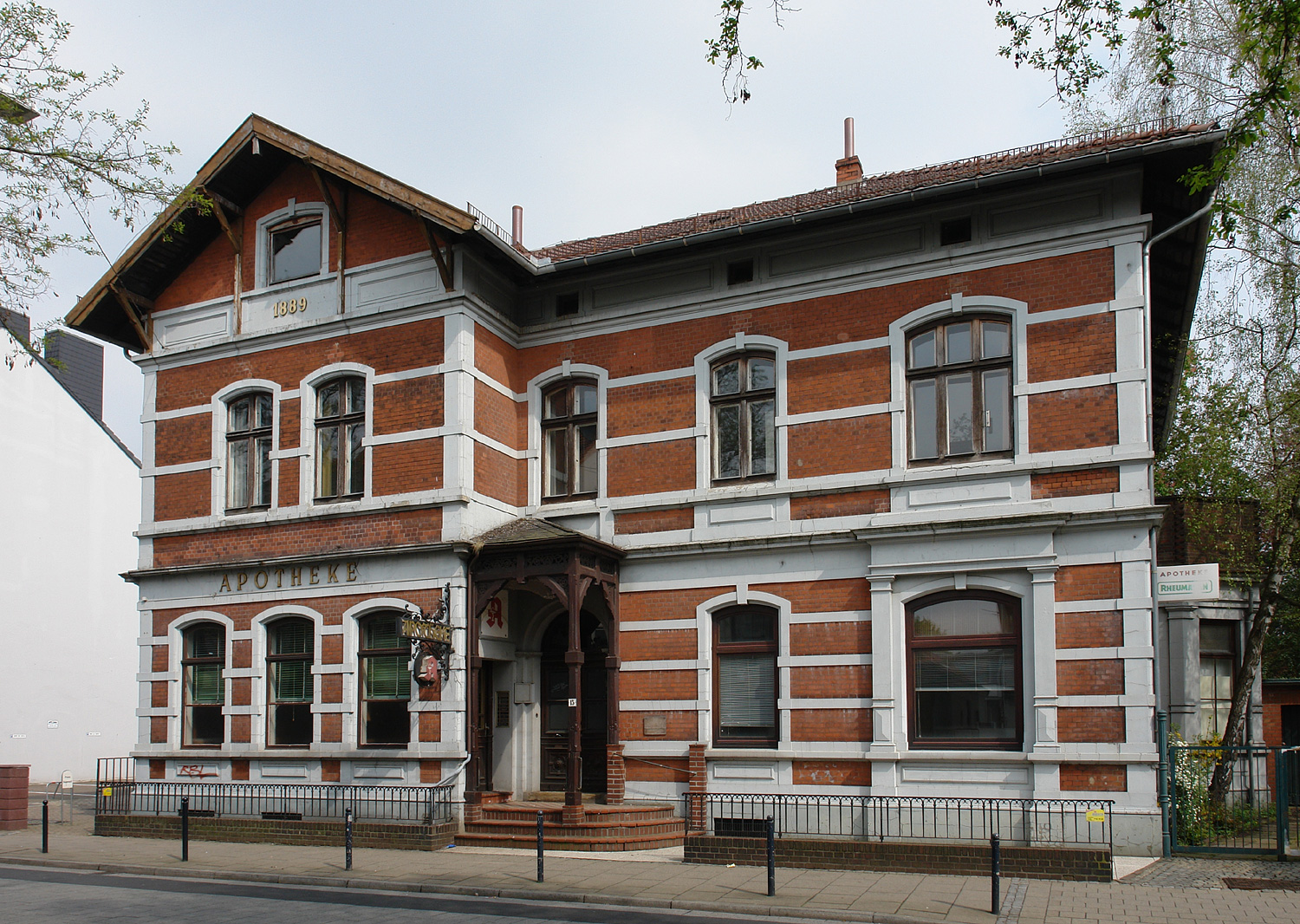
Die Alte Apotheke

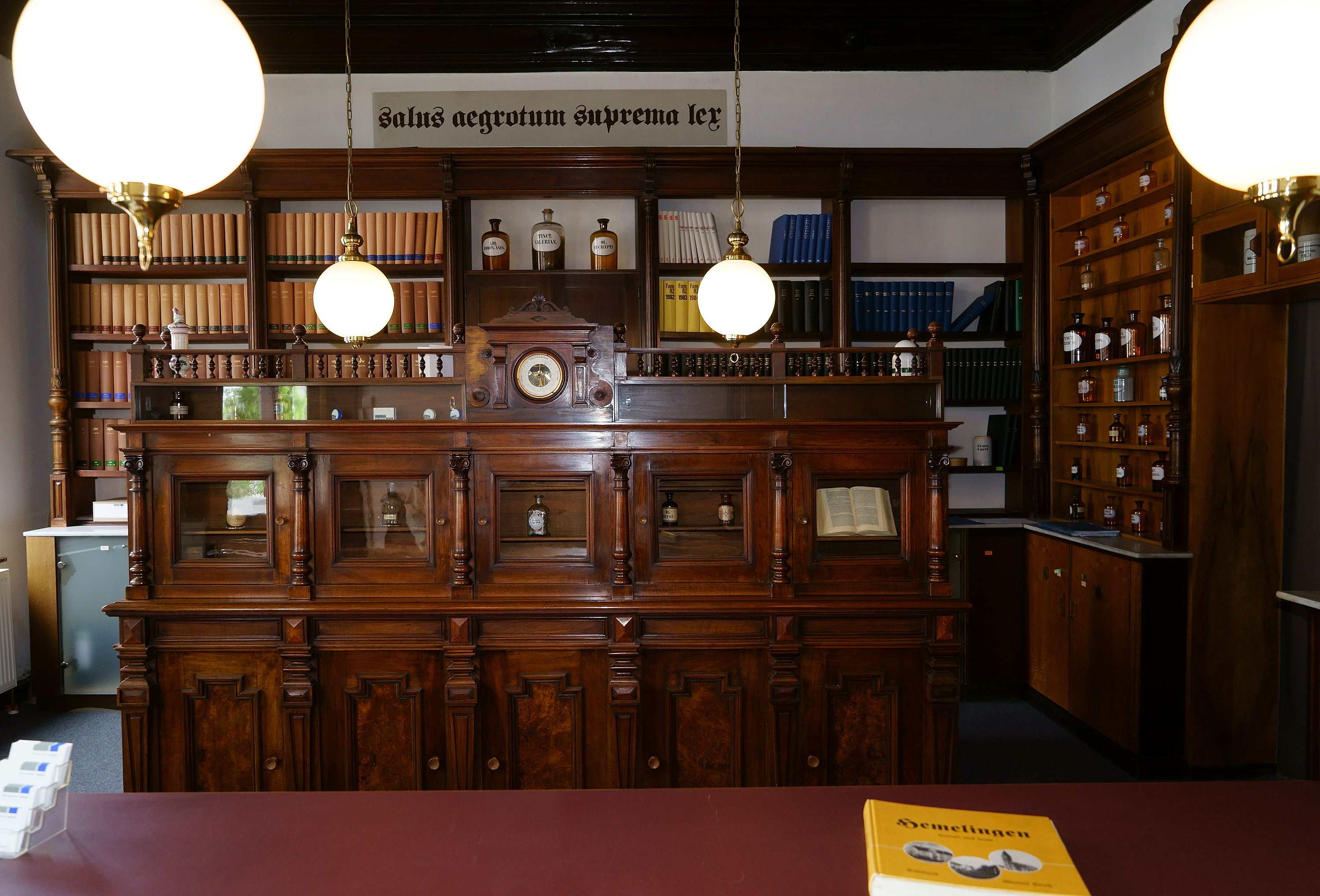
Teil der ursprünglichen Inneneinrichtung

Die Alte Apotheke im Bremer Ortsteil Hemelingen in der Hemelinger Bahnhofstraße wurde 1889 im Stil des Historismus erbaut. 
Das Gebäude steht seit 1994 unter Bremer Denkmalschutz.

## Geschichte
Das Gebäude mit rund 1000 m² Nutzfläche wurde für die bereits 26 Jahre im Dorf Hemelingen ansässige Zweigstelle der Alten Apotheke Achim gebaut. Im Erdgeschoss wurden Arzneien angefertigt und verkauft, die Apothekerfamilie lebte im oberen Stockwerk.
Aus der Zeit der Jahrhundertwende erhalten sind viele geschnitzte und gemalte Abbildungen, Mosaikfliesen und die wohl älteste Apothekeneinrichtung Bremens. Die Kassettendecke aus Holz und der Wintergarten mit komplett erhaltener Holzkonstruktion haben heute Seltenheitswert.
1945/47 erfolgte ein Umbau nach Entwurf des Architekten Reinhard Ahlemann. Die Apotheke war bis Ende des 20. Jahrhunderts in Betrieb. Daneben befand sich im Erdgeschoss im südlichen Teil des Gebäudes eine Arztpraxis. Nachdem die letzte Eigentümerin 1999 verstorben war, wurde das Gebäude von einer Gesellschaft der Stadt Bremen treuhänderisch verwaltet und zum Verkauf angeboten. Anfang des Jahres 2011 wurde für das Gebäude von Immobilien Bremen, Anstalt des öffentlichen Rechts, über eine Ausschreibung ein Käufer gesucht. Gegen Zahlung eines Kaufpreises von 150.000 Euro sollte der neue Eigentümer verpflichtet werden, ein mit der Stadtgemeinde Bremen und dem Denkmalschutz abgestimmtes Nutzungskonzept umzusetzen. Im Rahmen dieser Ausschreibung fand sich ein Käufer, bei dem sich allerdings nicht in allen Einzelheiten eine Übereinstimmung mit den Zielsetzungen der lokalen Gremien erreichen ließ, so dass ein zweites Auswahlverfahren unter den Bewerbern erfolgte. Am 12. Juli 2011 gab Immobilien Bremen bekannt, eine „Alte Apotheke Hemelingen GbR“ habe das Gebäude erworben.
Bei der folgenden Sanierung und Umnutzung wurden viele historische Elemente erhalten. Für das Revitalisierungskonzept wurde die Energie- und Baukontor GbR, Burkhard Hennig, Thomas Witte, Volker Köckritz im Rahmen des Bremer Denkmalpflegepreises 2013 mit einer Anerkennung geehrt.